# Lacca per capelli

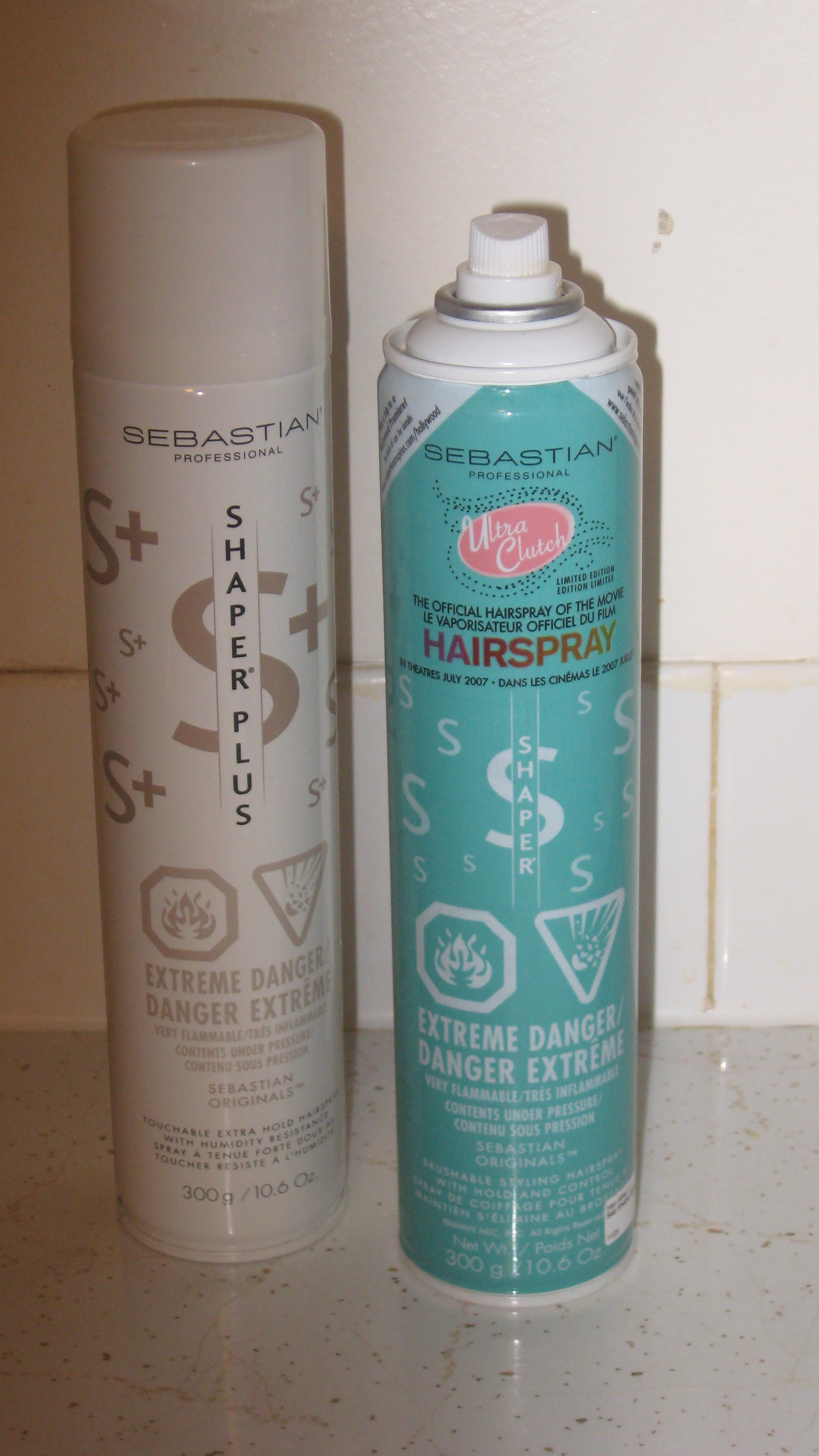
Due bombolette di lacca.

La lacca per capelli è una soluzione a base di acqua piuttosto comune, usata per fissare i capelli in determinate acconciature.
Viene applicata direttamente sui capelli utilizzando una bomboletta spray. La lacca fu inventata dalla Chase Products Company in Illinois, e commercializzata per la prima volta nel 1948.

## Ingredienti
Le lacche per capelli sono composte dai seguenti componenti: concentrato, plastificanti, agenti lucidanti e profumazioni, nonché propellenti.
Il polivinilpirrolidone è un componente comune della lacca per capelli che conferisce rigidità ai capelli.

### Concentrato
La base è un copolimero di polivinilpirrolidone con altri composti plastificanti quali la colla vinilica uniti a tensioattivi come il cloruro di benzalconio e polidimetilsilossano.
In generale, le lacche per capelli sono una miscela di polimeri che forniscono supporto strutturale ai capelli. Questi includono frequentemente copolimeri di polivinilpirrolidone (PVP) e poliacetato di vinile (PVAc). I copolimeri acetato di vinile-acido crotonico conferiscono film più rigidi. In questo modo le lacche per capelli possono essere formulate come fissanti flessibili, medi e massimi. La miscela di copolimeri viene di solito regolata per ottenere le proprietà fisiche desiderate (forza adesiva, formazione di schiuma, ecc.), utilizzando plastificanti come l'aminometil propanolo, tensioattivi come il cloruro di benzalconio e altri agenti come la dimeticona.

### Propellenti
I solventi utilizzati per la sua composizione includono un composto di carbonio, fluoro e alogenuri alchilici (i CFC). I CFC sono non tossici, non infiammabili e costituiscono un propellente spray ideale. Tuttavia, quando si è scoperto che i CFC contribuivano alla distruzione dello strato di ozono, sono stati sostituiti con solventi alternativi come alcoli o idrocarburi.
Dato il progressivo abbandono dei clorofluorocarburi (CFC) negli anni '80, i propellenti a base di idrocarburi sono diventati popolari. Questi includono propano, butano, isobutano e idrocarburi volatili correlati, nonché altre miscele. Tali idrocarburi sono scarsi solventi per gli ingredienti attivi come i polimeri. Per questo motivo, il dimetil etere viene spesso aggiunto anche come solvente. Funziona sia come propellente che come solvente.
Uno strato sufficientemente coprente può proteggere le superfici delicate dall'ossidazione.